# Valerio Fioravanti
Pour les articles homonymes, voir Fioravanti.
Giuseppe Valerio Fioravanti dit « Giusva » (né à Rovereto le 28 mars 1958), est un terroriste italien, représentant du groupe d'inspiration néo-fasciste Noyaux armés révolutionnaires, même s'il rejette son appartenance à cette idéologie.
Après une courte carrière d'enfant acteur qui lui a donné une certaine notoriété à la fin des années 1960, il commence son militantisme politique dans le Mouvement social italien et, vers le milieu des années 1970, embrasse la lutte armée en fondant le NAR, une organisation au sein de laquelle il participe à une période de violence qui se terminera par son arrestation, le 5 février 1981, à Padoue.
Jugé et reconnu coupable de divers crimes, dont l'assassinat de 93 personnes (dont 85 dans l'attentat de la gare de Bologne, qu'il a toujours nié), plus 8 autres, dont 4 en tant qu'auteur matériel, pour lesquels il a assumé l'entière responsabilité, il est condamné au total à 8 peines de prison à vie, 134 ans et 8 mois. Après 26 ans de detention, en avril 2009, il est libéré.
Il est le frère aîné du terroriste Cristiano Fioravanti (it), collaborateur de justice. Il  est marié depuis 1985 avec la terroriste Francesca Mambro, sa compagne et complice depuis les années 1970.

## Biographie
Né en 1958 à Rovereto, mais élevé dans la commune de Guidonia Montecelio, Giuseppe Valerio, dit « Giusva », est le fils aîné de trois enfants du couple Fioravanti : Mario, ancien présentateur de la Rai et auparavant artiste de cabaret, et Ida, femme au foyer. Pendant ses deux premières années de vie, il est confié à ses grands-parents maternels qui l'ont élevé jusqu'à la naissance de deux autres enfants, Cristiano et Cristina, jumeaux nés en 1960.

### L'enfant acteur
Enfant intelligent et instruit, il est initié par son père au monde de la télévision et du cinéma. Il fait ses débuts sur grand écran en 1961, comme figurant dans l'épisode  Le tentazioni del dottor Antonio réalisé par Federico Fellini du film Boccace 70. À l'âge de cinq ans, il est engagé, avec son frère Cristiano, pour tourner des films publicitaires, et c'est à cette occasion qu'apparaît le diminutif de « Giusva ». En 1967, il apparaît dans la série télévisée, produite par la RAI, intitulée La fiera della vanità et réalisée par Anton Giulio Majano.
En 1968, il connaît la popularité en jouant le rôle d'Andrea, un jeune garçon, dans une autre série télévisée diffusée sur Rai 1 : La famiglia Benvenuti (it). Réalisé par Alfredo Giannetti avec en vedette Enrico Maria Salerno et Valeria Valeri, la série raconte l'histoire des vicissitudes d'une famille italienne typique de la classe moyenne, aux prises avec la vie quotidienne. Grâce à ce rôle, « Giusva » devient l'un des personnages les plus populaires de la télévision italienne de l'époque.
Il poursuit sa carrière d'acteur, dans des western spaghetti comme : Cjamango en 1967, L'odio è il mio Dio et La taglia è tua.... l'uomo l'ammazzo io ! en 1969 et Shango, la pistola infallibile en 1970, tout en restant inscrit au lycée John Fitzgerald Kennedy de Rome (Trastevere).
En 1972, il commence à militer dans les rangs du Mouvement social italien, motivé « non pas tant par la passion politique que par le désir de s'engager dans la politique ».
En 1974, ses parents, préoccupés par sa sécurité, décident de l'envoyer aux États-Unis pour une année d'études à Portland (Oregon). Il revient en Italie en 1975 pour jouer le rôle d'un adolescent timide dans un film intitulé Grazie... nonna, une comédie érotique italienne réalisée par Marino Girolami avec Edwige Fenech, Gianfranco D'Angelo, Valeria Fabrizi et Enrico Simonetti. Il repart ensuite pour les États-Unis, où il reste jusqu'à l'été 1975, avant de revenir définitivement à Rome.

### Débuts militants
De retour en Italie pour s'inscrire à l'université, Fioravanti décide de rattraper une dernière année de lycée à l'Istituto Paritario M.E. Tozzi, dans le quartier Gianicolense, où il rencontre un jeune militant fasciste, Franco Anselmi (it). Il commence à passer du temps dans la section locale du Mouvement social italien où il fait la connaissance d'Alessandro Alibrandi, fils d' Antonio Alibrandi juge d'instruction du Tribunal de Rome.
Les frères Fioravanti, Anselmi et Alibrandi prennent part à une « guerre de gangs » contre les militants de gauche. La politique de plus en plus conservatrice de l'appareil du MSI les conduit, avec une partie du mouvement néo-fasciste de la jeunesse, vers un activisme qui débouche sur le terrorisme.
En 1977, Valerio est arrêté pour possession d'une arme à feu de calibre 38 non déclarée, et finit en prison pendant quarante jours. Cette même année, à Rome, il participe au saccage du cinéma Rouge et Noir, où est projeté le film Salò ou les 120 Journées de Sodome de Pier Paolo Pasolini. Arrêté pour dommages et violences, il est incarcéré pendant quelques jours, coupable d'avoir lancé un véhicule sur la police.
En avril 1977 il abandonne les études pour s'enrôler dans l'armée, à l'école d'infanterie de Cesano, puis au SMIPAR, l'école militaire de parachutisme de Pise. Réfractaire à la discipline militaire, il reçoit plusieurs sanctions et est finalement envoyé dans le Frioul, dans la Brigade Mameli de Spilimbergo. Un soir, alors qu'il garde la poudrière, il vole (avec son ami Alibrandi, venu spécialement de Rome) deux caisses contenant 144 grenades à main de type SRCM qu'il cache à l'extérieur de la caserne, et dont l'une est récupérée le lendemain par Alibrandi, l'autre par les militaires. Le vol étant découvert, le 14 juin 1979, Fioravanti est condamné par le tribunal militaire de Padoue à huit mois d'emprisonnement. Les grenades transportées à Rome par Alibrandi seront utilisées par les terroristes de la NAR et par des criminels de droit commun.
En octobre 1978, Valerio Fioravanti quitte la prison militaire de Peschiera, où il était de nouveau incarcéré pour « abandon de poste », et quitte l'armée.

### La lutte armée
Le premier groupe NAR est fondé à la fin de l'année 1977 autour du siège du Mouvement Social Italien à Monteverde. Il comprend : Valerio, son frère Cristiano, Franco Anselmi, Alessandro Alibrandi. Immédiatement après les premières actions, Francesca Mambro une militante néo-fasciste qui fréquente le siège romain du FUAN via Sienne, dans le quartier Nomentano les rejoint. Valerio Fioravanti et Francesca Mambro deviennent rapidement amants.
Les premières actions du groupe sont des attaques au cocktail Molotov contre des bureaux de presse dans la capitale. Le 30 décembre 1977 Via dei Serviti, le 30 décembre 1977 contre Il Messaggero et le 4 janvier 1979 à la rédaction du Corriere della Sera.
Le 28 février 1978, pour « célébrer » le troisième anniversaire de la mort de Miki Mantakas (it), un jeune militant FUAN assassiné lors d'une manifestation, le groupe commet son premier meurtre. Les frères Fioravanti, Franco Anselmi, Alessandro Alibrandi, Dario Pedretti, Francesco Bianco, Paolo Cordaro et Massimo Rodolfo se rendent Piazza Don Bosco, près du quartier Cinecittà et tendent un piège à un petit groupe de militants communistes. Valerio Fioravanti tue à bout portant Roberto Scialabba, un électricien.
Le 6 mars 1978, avec son frère, Franco Anselmi, Alessandro Alibrandi et Francesco Bianco, il attaque l'armurerie des frères Centofanti dans le quartier de Monteverde à Rome. Pendant l'attaque, Anselmi, qui s'est attardé à l'intérieur de l'armurerie, est abattu dans le dos par le propriétaire. Anselmi devient ainsi une sorte de héros-martyr pour le reste du groupe, qui célèbre sa mort avec d'autres vols d'armureries, signant les attaques avec le texte Gruppo di fuoco Franco Anselmi.
Le 9 janvier 1979, Fioravanti, avec Alessandro Pucci et Dario Pedretti et cinq autres personnes en couverture, attaque le siège romain de Radio Città Futura, où un groupe féministe enregistre une émission. Ils mettent le feu aux locaux et tirent des coups de feu sur quatre femmes qui sont blessées.
Le 16 juin 1979, Valerio Fioravanti dirige l'assaut contre la section PCI de l'Esquilin, à Rome, où se tient une assemblée mixte du quartier et des cheminots, avec plus de cinquante personnes présentes. Vingt-cinq personnes sont blessées par deux grenades à main et plusieurs coups de feu (condamné pour avoir mené l'action, Fioravanti a toujours nié cette accusation).
Vers la fin de l'année 1979, il rencontre Gilberto Cavallini, un néo-fasciste milanais gravitant dans l'orbite de Massimiliano Fachini. Leur première rencontre a eu lieu le 11 décembre 1979, à l'occasion d'un cambriolage à Tivoli contre la bijouterie D'Amore, auquel participent également Sergio Calore et Bruno Mariani.
Le 17 décembre 1979, un groupe mixte de militants composé d'éléments de Troisième Position et de la NRA, formé par Sergio Calore, Antonio d'Inzillo, Bruno Mariani et Antonio Proietti, prépare une embuscade contre l'avocat Giorgio Arcangeli, tenu responsable de la capture du chef néo-fasciste Pierluigi Concutelli. Fioravanti, qui n'a jamais vu la victime désignée et n'en connaît qu'une vague description, tue le jeune Antonio Leandri à sa place. Après cet assassinat, Valerio retrouve Gilberto Cavallini qui l’emmène en Vénétie pour échapper aux forces de l'ordre.
Le 6 février 1980, Fioravanti et Giorgio Vale tuent Maurizio Arnesano, un policier de 19 ans, et prennent sa mitraillette.
Le 30 mars 1980, Fioravanti, Cavallini et Mambro attaquent le quartier militaire de Via Cesarotti à Padoue. Un sergent est blessé. 4 mitrailleuses MG 42/59, 5 fusils automatiques, pistolets et cartouches sont volés. Sur le mur de la caserne Francesca Mambro, afin de dépister l'enquête, signe le cambriolage des initiales « BR », pour Brigate Rosse (Brigades rouges).
Le 28 mai 1980, Fioravanti participe à l'assassinat du policier Francesco Evangelista devant le lycée Giulio Cesare, mais la réaction des policiers, au service de sécurité devant le lycée, provoque un incendie qui aboutit à la mort d'un agent et la blessure d'un autre.
Le 23 juin, Gilberto Cavallini et Luigi Ciavardini assassinent à Rome le procureur adjoint Mario Amato héritier des dossiers du juge Vittorio Occorsio sur les mouvements subversifs de droite. Le procès pour le meurtre d'Amato se conclura par la condamnation de Valerio Fioravanti et de Francesca Mambro, en tant que mandants, et celle de Luigi Ciavardini et Gilberto Cavallini comme exécuteurs.
le 2 août 1980 à 10 heure un quart, une valise explose dans la salle d'attente des 2e classes de la gare de Bologne. Le 26 août le procureur de la république de Bologne émet un mandat d'arrêt envers vingt huit présumés terroristes d'extrême droite dont Valerio Fioravanti.

## Arrestation et condamnation
Le 5 février 1981, Valerio Fioravanti, avec d'autres militants de la NAR dont son frère Cristiano, Francesca Mambro, Gigi Cavallini, Giorgio Vale et Gabriele De Francisci, sont à la recherche d'une cache d'armes dans un canal à la périphérie de Padoue quand ils sont surpris par un patrouille de carabiniers. Une fusillade éclate à l'issue de laquelle Fioravanti, simulant la reddition, tue deux militaires (Enea Codotto, 25 ans, et Luigi Maronese, 23 ans). Grièvement blessé aux jambes, Fioravanti est ramené par son groupe dans l'appartement qui leur sert de base, où il est arrêté peu après,.
Fioravanti est jugé pour vol qualifié, invasion de domicile, enlèvement, possession illégale d'armes, possession de drogues, recel de biens volés, violence privée, contrefaçon, association criminelle, lésions corporelles, tentative de fuite, constitution de bande armée, dommages, tentative de meurtre, incendie, usurpation d'identité, massacre, calomnie, attaque et subversion terroristes.
Après six sentences de la Cour d'appel, il est condamné à un total de 8 peines à perpétuité, 134 ans et 8 mois d'emprisonnement.
Valerio Fioravanti conteste toujours que lui et son groupe soient impliqués dans l'Attentat de Bologne.

## Fin de la peine et autres activités
En 1997, avec l'écrivain Pablo Echaurren et l'actrice Francesca D'Aloja, il contribue à un film documentaire sur la prison intitulé Piccoli ergastoli présenté la même année dans la section « Événements spéciaux » à la Mostra de Venise.
Après 18 ans d'emprisonnement, en juillet 1999, il bénéficie du régime de semi-liberté suivi par l'association Nessuno tocchi Caino en tant que bénéficiaire d'un programme de réinsertion de détenus.
En avril 2009, après 26 ans passés derrière les barreaux et cinq ans après sa probation, il redevient un homme libre dont la peine est considérée comme définitivement éteinte.

## Publications
- (it) Pablo Echaurren et Valerio Fioravanti, Rebibbia rhapsody, Viterbe, Nuovi Equilibri, 1996 (ISBN 978-88-7226-295-5).
- (it) Pablo Echaurren et Valerio Fioravanti, Il ritorno di Silvio Pellico, Viterbe, Nuovi Equilibri, 1997, 64 p. (ISBN 978-88-7226-348-8).
- (it) Pablo Echaurren et Valerio Fioravanti, Piccoli ergastoli, Viterbe, Nuovi Equilibri, 1998 (ISBN 978-88-7226-395-2).

## Filmographie

### Acteur

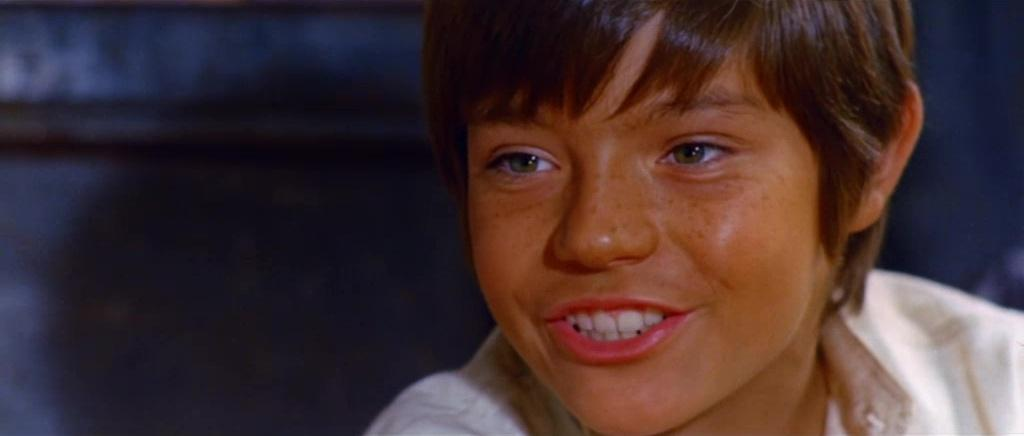
Valerio Fioravanti, enfant dans le film El Puro, la rançon est pour toi.

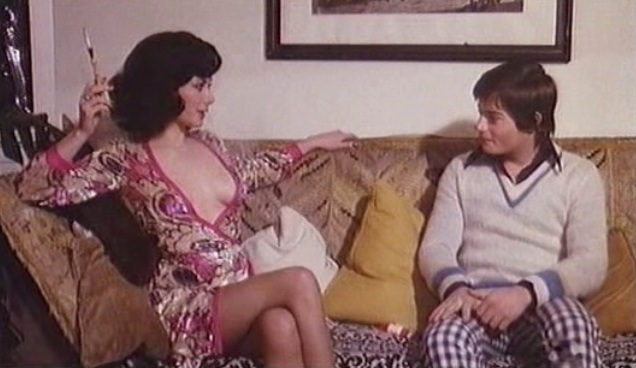
Giusva Fioravanti avec Edwige Fenech dans le film Ah mon petit puceau.

- 1962 : Boccace 70 ( Le tentazioni del dottor Antonio) réalisé par Federico Fellini
- 1967 : Deux Pistolets de Chiamango (Cjamango) d’Edoardo Mulargia : Manuel
- 1967 : La fiera della vanità, de Anton Giulio Majano – Série TV
- 1968 : La famiglia Benvenuti, de Alfredo Giannetti– Série TV
- 1969 : La scoperta, d’Elio Piccon
- 1969 : Il Nero, l'homme qui venait de la Caroline (L'odio è il mio Dio), de Claudio Gora
- 1969 : El Puro, la rançon est pour toi (La taglia è tua... l'uomo l'ammazzo io!), d’Edoardo Mulargia
- 1970 : Shango, la pistola infallibile, d’Edoardo Mulargia : Pedrito
- 1975 : Ah mon petit puceau (Grazie... nonna), de Marino Girolami

### Réalisateur
- 1997 : Piccoli ergastoli

## Source de traduction
- (it) Cet article est partiellement ou en totalité issu de l’article de Wikipédia en italien intitulé « Valerio Fioravanti » (voir la liste des auteurs).